# Suruga (provincie)

Kaart met de voormalige Japanse provincies (1868) met Suruga in het rood

Suruga (駿河国, Suruga no kuni) is een voormalige provincie van Japan, gelegen in de huidige prefectuur Shizuoka. Suruga lag naast de provincies Izu, Kai, Sagami, Shinano en Totomi.
Aki · Awa (Kanto) · Awa (Shikoku) · Awaji · Bingo · Bitchu · Bizen · Bungo · Buzen · Chikugo · Chikuzen · Chishima · Dewa · Echigo · Echizen · Etchu · Fusa · Harima · Hi · Hida · Hidaka · Higo · Hitachi · Hizen · Hoki · Hyuga · Iburi · Iga · Iki · Inaba · Ise · Ishikari · Iwaki (718) · Iwaki (1868) · Iwami · Iwase · Iwashiro · Iyo · Izu · Izumi · Izumo · Kaga · Kai · Kawachi · Kazusa · Keno · Kibi · Kii · Kitami · Koshi · Kozuke · Kushiro · Mikawa · Mimasaka · Mino · Musashi · Mutsu · Nagato · Nemuro · Noto · Oki · Omi · Oshima · Osumi · Owari · Rikuchu · Rikuzen · Riukiu · Sado · Sagami · Sanuki · Satsuma · Settsu · Shima · Shimōsa · Shimotsuke · Shinano · Shiribeshi · Suo · Suruga · Suwa · Tajima · Tamba · Tane · Tango · Teshio · Tokachi · Tosa · Totomi · Toyo · Tsukushi · Tsushima · Ugo · Uzen · Wakasa · Yamashiro · Yamato · Yoshino